# Неукен
Неукен (шп. Neuquén) је град у Аргентини у покрајини Неукен. Према процени из 2005. у граду је живело 227.460 становника.

## Становништво
Према процени, у граду је 2010. живело 231 780 становника.
| 1980.  | 1991.   | 2001.   |
| ------ | ------- | ------- |
| 90.089 | 167.296 | 201.868 |